# Ueli Berger
Ulrich Christian Berger, noto come Ueli Berger, (Berna, 7 maggio 1937 – Berna, 8 novembre 2008) è stato un designer, architetto e docente svizzero. È stato sposato con Susi Berger (nata Wyss). La coppia di artisti e designer è nota come Susi e Ueli Berger.

## Biografia
Ueli Berger nasce a Berna nel 1937 in una famiglia vicina al mondo dell’arte. La madre Hedwig Berger-Meienberg era fotografa, il padre Hermann Berger maestro pittore e il nonno Alois Meienberg pittore. Tra il 1953 e il 1956 porta a termine l’apprendistato da pittore da Werner Thomet. Nel 1958 inizia a frequentare corsi alla Kunstgewergeschule di Berna, dove incontra Susi Berger (allora Wyss). Nel 1960 comincia una formazione in progettazione di mobili e architettura d’interni con un volontariato presso Hans Eichenberger, che avrà una grande influenza sugli inizi della carriera del giovane designer. Tra il 1965 e il 1969 dirige la sezione design e sviluppo presso la ditta Troesch a Berna.
A partire dalla metà degli anni Sessanta è attivo anche come artista, prende parte a diverse mostre d’arte ed è membro del gruppo avantgarde „Bern 66“. Nel corso della sua carriera da artista realizza una serie di mostre personali e di mostre collettive in Svizzera e all’estero. Tra le sue opere vi sono installazioni, oggetti, fotomontaggi e lavori su carta. La sua opera completa è da considerarsi multidisciplinare, rivolgendosi anche verso gli ambiti dell’architettura e del design. Ueli Berger parte dalle tradizioni del costruttivismo e sviluppa col tempo un approccio più sperimentale. L’artista gioca con il tema della luce, del movimento e della relazione tra superficie e spazio. A partire dagli anni Settanta realizza progetti artistici su edifici e in luoghi pubblici, così come interventi su oggetti in demolizione. Oggetti di vario tipo presenti nello spazio pubblico sono spesso stati il punto di partenza per le sue installazioni, come nel caso della cosiddetta „Skulptur für Fussgänger“ (Scultura per pedoni), realizzata per l’8. esposizione svizzera di scultura a Bienne (1986).
Come designer - soprattutto come designer di mobili – è riconoscibile un chiaro sviluppo nel suo approccio lavorativo tra la produzione iniziale e quella successiva. Legato in un primo momento alla cosiddetta „gute Form“ („buona forma“), quindi a un modo di lavorare funzionale ed economico, sviluppa col tempo un approccio più giocoso e sperimentale. Quest’ultimo contraddistinguerà la sua collaborazione a vita con sua moglie Susi Berger.
Nel 1970 si mette in proprio come artista e designer.
Nel corso della sua carriera Ueli Berger sviluppa una stretta collaborazione con diverse università e accademie. È stato cofondatore della facoltà di belle arti alla Schule für Gestaltung di Berna, nella quale è stato poi docente dal 1978 al 1993. È stato inoltre docente di scultura al politecnico federale di Zurigo dal 1982 al 1986. Infine ha insegnato alla École cantonale d’art du Valais a Sierre tra il 2001 e il 2002.

## Vita e collaborazione con Susi Berger-Wyss
Ueli e Susi Berger si conoscono alla Kunstgewerbeschule a Berna e si sposano nel 1962. La coppia ha due figlie e un figlio: Regine (*1963), Babette (*1964) e Sebastian (*1967).
Parallelamente ai rispettivi progetti d’arte e di design individuali, Ueli e Susi Berger hanno sviluppato progetti insieme per tutta la durata della loro relazione. Le loro collaborazioni sono multidisciplinari e comprendono design, arte, grafica, interventi artistici nell’architettura, arte in spazi pubblici e artigianato. L’esatto inizio della collaborazione tra i due è difficile da individuare. Tuttavia, è chiaro che il loro rapporto è stato caratterizzato da un vivace scambio di idee sin dagli inizi. Ciò ha portato a una stretta e prolifica collaborazione nella progettazione di mobili a partire dai primi anni Sessanta e a interventi artistici nello spazio pubblico a partire dagli anni Settanta.
La loro collaborazione ha portato alla progettazione e alla produzione di un design oggi considerato iconico, in particolare nel campo del design di mobili.

## Opera (selezione)
Arte
Installazioni
* Installazione dalla mostra „Ueli Berger. Installationen 1966-2006“nel Kunsthaus Langenthal, 2006 (Collezione Peter e Elisabeth Bosshard, Rapperswil)
- 1966-1967 Stuhl*

- 1972 Risse, Installazione nella mostra „Giovane Arte Svizzera“, Rotonda di Milano

- 1980 Real water music*

- 1980 Horizont, Installazione nella Galleria Bob Gysin, Zurigo

- 1982 Nature morte*

- 1984 Die Welt in Farbe, I*

- 1984-2006 Hommage an Piero Manzoni*

- 1987 Ist es noch zu früh, zu denken, dass es schon zu spät ist?*

- 1991-2006 Unfarben*

- 1992-2005 Lager*

- 1999 Raumsaiten*

- 1999-2006 Supposition III*

- 2000-2005 Drumming*

- 2001 Supposition I*

- 2001 Boot*

- 2001-2006 Supposition II*

- 2004-2006 Endloszeichnung (Hommage an Piero Manzoni)*

- 2004-2006 Supposition IV (Kinderzimmer)*

Sculture, oggetti
- 1967 Symptom II, Kunsthaus Aarau

- 1967/1968 Symptom V

- 1969-1970 Symptom, 5. Esposizione svizzera di scultura Bienne

- 1970 Block

- 1972 Oil on canvas

- 1976 Hügelschnitt, Collezione Gockhausen, Zurigo

- 1976 3-D Palette, Collezione Peter Friedli, Berna

- 1977 Bloc Notes, proprietà privata, Friborgo

- 1982 Schlachthof

- 1983 Malerglück

- 1997 Twins, Collezione Peter und Elisabeth Bosshard, Rapperswil

Fotomontaggi
- 1972 Rotonda di Milano

- 1972 Brücke

- 1970-1972 Dokumente

- 1975 Sicherheit

- 1975 Hügelschnitt

- 1975 Lanschaftsseil

- 1978 Landschaftsseil

Micro - Macro
- 1996-2004 Microfotografie: fra l’altro Punkt blau (2002), Punkt rot (2002), Punkt gelb (2002) e Zeichnung (2002)

Parabrezza e sculture di gomma
- 1988 Fluke

- 1988 Unak, Collezione Peter e Elisabeth Bosshard, Rapperswil

- 1988 Myop

- 1988 Vredestin

- 1989 Maske, Collezione Peter e Elisabeth Bossahard, Rapperswil

- 1988/1989 Gummizeichen

- 1989 LUV, Kunstmuseum Berna

- 1989 Schild, Seedamm-Kulturzentrum, Pfäffikon SZ

- 1989 Duplex

- 1990 Grosses Boot

- 1991 Interdependenz

- 1991 Sehr ähnlich II

- 1992 Bodendruck, Mostra Kunsthalle Bern

Arte nello spazio pubblico
- 1970 Pausenplatz Skulptur, Scuola Melchenbühl Gümligen presso Bern

- 1972 Erdschnitte (progetto Land-Art)

- 1972-1989 Umkehrtreppe, Thun, Scuola Progymatte

- 1972-1989 Empfänger, Zollikon, Associazione Collezione Dr. Hans König

- 1973/1975 Autobegrasungen, progetto per posteggi, Berna

- 1975 PH-PH, 6. Esposizione svizzera di scultura Bienne

- 1977 Bio-logische Skulptur, Tierpark, Berna

- 1979-1980 Jura, Bienne, Centre PasquArt

- 1979-1980 Standpunkt, Basel Grün 80, Brüglingen-Park

- 1982 Hommage an das Milchgässlli, Kunstmuseum Bern e Berna, Bahnhofplatz

- 1983 Art sin tumas, Domat/Ems

- 1983 Zuckerwattetor, per la riapertura del Kunstmuseum Berna

- 1984 Bumerang, All’ingressp di Création Baumann, Langenthal

- 1985-1986 Grosser Chribel, Berna, La Mobiliare

- 1986 Rückgrat, Bern, Clinica psichiatrica Waldau

- 1986 Subskulpturen, per la mostra all’aperto Merkzeichen/Repères in Vallese

- 1986 Skulptur für Fussgänger, 8. Esposizione svizzera di scultura Bienne

- 1988-1991 Boot, Neuchâtel, Musée d’art et d’histoire; Pfäffikon (SZ), Seedamm Kulturzentrum; Rapperswil, Kunst(Zeug) Haus; Risch-Rotkreuz, Oberstufenschulhaus

- 1989-1996 Ring, Lucerna, Museo svizzero dei trasporti*

- 1992 Kugel - Schatten - Volumen, Aarau, Ospedale cantonale*

- 1993-1995 Raumellipse, Berna, Cancelleria

- 1995 Genezareth

Design
- 1967 Soft Chair, Victoria-Werke AG, Baar; Susi e Ueli Berger

- 1968 Multi-Soft, Victoria-Werke AG, Baar; Susi e Ueli Berger

- 1969 Badewanne deluxe, Troesch & Co., Berna

- 1970 Wolkenlampe, Distribuzione da parte di Wohnbedarf Basel dal 2002; Susi e Ueli Berger

- 1972 5-Minuten-Stuhl, Pezzi unici; Susi e Ueli Berger

- 1977 Reaktionstisch, Serie limitata, Röthlisberger, Gümligen BE; Susi e Ueli Berger

- 1981 Kung-Fu, Röthlisberger, Gümligen BE; Susi e Ueli Berger

- 1981 Schubladenstapel, Röthlisberger, Gümligen BE; Susi e Ueli Berger

## Borse e riconoscimenti
- 1961 Borsa federale per le arti applicate

- 1967 Borsa di studio d’arte del Canton Berna

- 1968 Borsa di studio d’arte del Canton Berna

- 1970 Borsa federale per le arti applicate

- 1972 Borsa federale per le arti applicate

- 2010 Gran Premio svizzero di design per Susi e Ueli Berger, Ufficio federale della cultura, Berna (postumo)

- 2017 Berner Design Preis per Susi e Ueli Berger, Berner Designstifung (postumo)

## Mostre (selezione)
Mostre d’arte
- 1966 Kunsthalle Berna, Partecipazione alla mostra Weiss auf Weiss

- 1967 Kunsthalle Bern, Partecipazione alla mostra Science Fiction

- 1971 New York Cultural Center, Mostra The Swiss Avantgarde come membro del gruppo „Bern 66“

- 1971-1972 Mostra Giovane Arte Svizzera a Milano come membro del gruppo „Bern 66“

- 1972 Kunstmuseum Bochum, Mostra Profile X, Schweizer Kunst heute come membro del gruppo „Bern 66“

- 1993 Retrospettiva nel Centre Pasquart Bienne e nel Musée d’art et d’histoire a Neuchâtel

- 2006 Kunsthaus Langenthal, Mostra personale Ueli Berger. Installationen 1966-2006

- 2007 Kunstmuseum Berna, Mostra personale Ueli Berger. „Alles in Allem“. Arbeiten auf Papier 1967 -2007

- 2009 Kunst(Zeug) Haus, Rapperswil-Jona, Retrospettiva Hommage an Ueli Berger

Mostre di design
- 1999-2001 Museum für Gestaltung Zurigo, Mostra monografica nel deposito visitabile Werkschau Berger: Möbel und Objekte (com Susi Berger)

- 2018 Museum für Gestaltung Zurigo, Mostra PA-DONG! Die Möbel von Susi und Ueli Berger

## Letteratura (selezione)
- Ueli Berger e Leonardo Bezzola (Hg.): Ueli Berger. Aspekte 1965-1978, Edition Howeg, Hinwil 1978, ISBN 3-85736-0020.
- Ueli Berger: Ueli Berger. Projektskizzen, Galerie/Edition Bob Gysin, Dübendorf-Zürich 1982.
- Christian Brändle, Renate Menzi, Arthur Rüegg (Hg./Eds.): 100 Jahre Schweizer Design/100 Years of Swiss Design, Lars Müller Publishers, Zürich 2014, ISBN 978-3-03778-440-2.
- Marianne Burki, Elisabeth Grossmann, Katharina Nyffenegger (Hg.): Ueli Berger. Installationen 1966-2006, Kunsthaus Langenthal 2006, ISBN 3-9070-1285-2.
- Matthias Frehner e Claudine Metzger (Hg.): Ueli Berger - Alles in allem. Arbeiten auf Papier 1967-2007, Scheidegger & Spiess, Zürich 2007, ISBN 3858811912.
- Andreas Meier, Walter Tschopp (Hg.): Ueli Berger. Ausstellung, Centre PasquART, Biel/Bienne und Musée d'art d'histoire de Neuchâtel, 1993, Benteli, Bern 1993, ISBN 3-7165-0885-3.
- Mirjam Fischer e Anna Niederhäuser (Hg./Eds.): Susi + Ueli Berger. Möbel im Dialog. Scheidegger & Spiess, Zürich 2018, ISBN 978-3-85881-615-3.
- Andreas Meier e Walter Tschopp (Hg.): Ueli Berger, Benteli Verlag 1993, ISBN 3-7165-0885-3
- Arthur Rüegg (Hg./ed.): Schweizer Möbel und Interieurs im 20. Jahrhundert/Swiss Furniture and Interiors in the 20th Century, Birkhauser, Basel 2002, ISBN 978-3-76436-482-3.